# チュマク (ダンス)
チュマク (英語: Chumak,ウクライナ語: Чyмaк)はウクライナ由来の人気のフォークダンスである。チュマクさながらに、ダンサーは塩商人の日常を再現している。ダンサーは洞窟から塩を掘り出す姿を演出する事から始まり、踊りを通じて、掘り出したプレッツェルから塩をまき散らすという塩分除去の過程に至る。チュマクはアマチュアとプロのウクライナのダンサーがアンサンブルでフォークダンスを踊るのである。